# Campionat d'Europa de Futbol sub-16 de la UEFA 1982
La fase final del campionat d'Europa sub-17 1982 es disputà a Itàlia.

## Seleccions
- Finlàndia
- Escòcia
- França
- Itàlia
- Iugoslàvia
- URSS
- Alemanya Federal
- Alemanya Democràtica

## Fase Final

### Quarts de final
| Equip 1              | Resultat total | Equip 2                  | Anada | Tornada |
| -------------------- | -------------- | ------------------------ | ----- | ------- |
| Finlàndia            | 3-2            | Escòcia                  | 1-2   | 2-0     |
| Alemanya Democràtica | 3-4            | Alemanya Federal         | 1-1   | 2-3     |
| França               | 2-5            | Itàlia                   | 2-2   | 0-3     |
| URSS                 | 2-2            | Iugoslàvia (0-1)(penals) | 2-0   | 0-2     |

### Semifinals
| Equip 1          | Equip 2    | Resultat           |
| ---------------- | ---------- | ------------------ |
| Alemanya Federal | Iugoslàvia | 2-1                |
| Finlàndia        | Itàlia     | 1-1 (2-4) (penals) |

### Partit pel 3r lloc
| Equip 1   | Equip 2    | Resultat           |
| --------- | ---------- | ------------------ |
| Finlàndia | Iugoslàvia | 0-0 (2-4) (penals) |

### Final
| Equip 1 | Equip 2          | Resultat |
| ------- | ---------------- | -------- |
| Itàlia  | Alemanya Federal | 1-0      |